# Züspa
Die Züspa war eine von 1949 bis 2018 jährlich stattfindende Zürcher Herbstmesse. Züspa ist die Abkürzung für Zürcher Spezialitätenausstellung, die Langform wird aber nicht mehr verwendet. 

## Geschichte
Die Züspa wurde ursprünglich von der 1945 gegründeten Genossenschaft Zürcher Spezialausstellungen durchgeführt, welche die Eigentümerin und Betreiberin der bis 1995 nach ihr benannten «Züspa»-Messehallen in Zürich Oerlikon war. Die Genossenschaft wurde 1983 in eine Aktiengesellschaft umgewandelt und 1995 in Messe Zürich umbenannt. 2001 fusionierte die Gesellschaft mit der Mustermesse Basel zur Messe Schweiz. 
Die Messe fand zuerst in mehreren Hallen statt, die 1998 durch das neue Messezentrum Zürich abgelöst wurden. 
An der Züspa präsentierten sich jährlich etwa 500 Aussteller. Sie war die grösste Publikumsmesse im Kanton Zürich. Im November 2018 wurde sie zusammen mit der Muba in Basel und der Comptoir suisse in Lausanne eingestellt, weil sie seit Jahren defizitär war und Konsumgütermessen nicht mehr den Erwartungen der Kundschaft entsprechen würden.

## Sektoren
- Wohnen
- Mode und Accessoires
- Hobby, Handwerk, Werkzeug
- Unterhaltung und Kommunikation
- Sport und Fitness
- Gesundheit und Wellness
- Kosmetik
- Haushalt
- Bauen und Renovieren
- Degustationen
- Sonderschauen

## Vergangene Messen
- Züspa 2006: Rund 95'000 Personen besuchten die zehn Tage lange Messe. Attraktionen waren die Gastregion Salzburgerland (Österreich), ein neu eingeführtes Country-Festival und ein Besuch von Fussball-Nationaltrainer Köbi Kuhn am letzten Messetag. Rund 500 Ausstellende zeigten auf 20'000 Quadratmetern im Zürcher Messezentrum ihre Angebote.

- Züspa 2007: Mit einer Sonderschau des Departements für Verteidigung, Bevölkerungsschutz und Sport (VBS) fand die Züspa 2007 statt. Die Messe zählte rund 101'000 Besucher.